# Sergio Maciel
Sergio Silvano Maciel (ur. 7 grudnia 1965 w Gregorio de Laferrère, zm. 4 sierpnia 2008 w Isidro Casanova) – argentyński piłkarz występujący na pozycji napastnika.

## Kariera klubowa
Maciel karierę rozpoczynał w 1982 roku w zespole General Lamadrid. W 1984 roku przeszedł do Deportivo Armenio z Primera B Nacional. W sezonie 1986/1987 awansował z nim do Primera División. W 1989 roku został zawodnikiem niemieckiego klubu FC 08 Homburg. W Bundeslidze zadebiutował 15 sierpnia 1989 w wygranym 2:1 meczu z Bayerem 04 Leverkusen, a 18 listopada 1989 w wygranym 4:2 pojedynku z VfB Stuttgart strzelił dwa pierwsze gole w Bundeslidze. W sezonie 1989/1990 wraz z klubem zajął 18. miejsce w lidze i spadł z nim do 2. Bundesligi.
W 1991 roku Maciel odszedł do innego zespołu 2. Bundesligi – Blau-Weiß 90 Berlin. Po sezonie 1991/1992 wrócił jednak do Homburga, gdzie tym razem spędził trzy sezony. Następnie występował w argentyńskiej Primera División w drużynach Estudiantes La Plata oraz San Lorenzo de Almagro. W 1997 roku przeszedł do hiszpańskiego CD Toledo z Segunda División, jednak na początku 1998 roku wrócił do Argentyny, gdzie został graczem drużyny Gimnasia y Tiro. W tym samym roku zakończył tam karierę.

## Kariera reprezentacyjna
W 1989 roku Maciel rozegrał dwa spotkania w reprezentacji Argentyny.